# УЕФА суперкуп 2025.
УЕФА суперкуп 2025. је било 50. издање УЕФА Суперкупа, годишње фудбалске утакмице коју организује УЕФА и на којој учествују актуелни шампиони два најбоља европска клупска такмичења, УЕФА Лиге шампиона и УЕФА Лиге Европе. Играно је на стадиону Фријули у Удинама, Италија 13. августа 2025.. У утакмици су учествовали француски Пари Сен Жермен, победник УЕФА Лиге шампиона 2024/25. и енглески Тотенхем хотспур победник УЕФА Лиге Европе 2024/25.
Пари Сен Жермен је победио у мечу резултатом 4 : 3 на пенале након нерешеног резултата 2 : 2 после 90 минута за своју прву титулу у УЕФА Суперкупу. Овим тријумфом Пари Сен Жермен је постао први француски клуб који је освојио ово такмичење, док је Тотенхем хотспур постао први тим од 1998. године од када се игра само један меч који је водио са два гола разлике али није успео да освоји трофеј.

## Тимови
| Екипа            | Квалификације                        | Претходно учешће (подебљано означава победнике) |
| ---------------- | ------------------------------------ | ----------------------------------------------- |
| Пари Сен Жермен  | УЕФА Лига шампиона 2024/25. победник | 1 (1996)                                        |
| Тотенхем хотспур | УЕФА Лига Европе 2024/25. победник   | Нема                                            |

## Утакмица

### Детаљи
| Пари Сен Жермен                        | 2–2      | Тотенхем хотспур                             |
| -------------------------------------- | -------- | -------------------------------------------- |
| Ли 85’ · Рамос 90+4’                   | Извештај | Ван де Вен 39’ · Ромеро 48’                  |
| Пенали                                 |          |                                              |
| Витиња · Рамос · Дембеле · Ли · Мендес | 4–3      | Соланке · Бетанкур · Ван де Вен · Тел · Поро |